# Hans-Werner Honert
Hans-Werner Honert (* 1950 in Leipzig) ist ein deutscher Filmregisseur und Produzent.

## Leben
Hans-Werner Honert wuchs in Großdalzig bei Leipzig auf und machte 1969 sein Abitur an der Leibniz-Oberschule in Leipzig. Anschließend verrichtete er seinen Wehrdienst. Als Gefreiter der NVA nahm er im September 1970 am 1. Poetenseminar der FDJ in Schwerin teil. Von 1971 bis 1975 studierte Honert am Institut für Kinematographie in Moskau (Meisterklasse von B. Stolper).
Von 1976 bis 1990 war er Regisseur beim Fernsehen der DDR. In dieser Zeit trat er als Autor von Hörspielen sowie diversen TV- und Kinostoffen in Erscheinung. Honert, ab 1971 Mitglied der SED, wurde nach der Wende in der DDR Mitglied der PDS. Als deren Spitzenkandidat in Berlin-Friedrichshain wurde er am 6. Mai 1990 in die Stadtverordnetenversammlung von Ost-Berlin gewählt, schied aber vorzeitig wieder aus.
Von 1995 bis 2012 war Hans-Werner Honert Geschäftsführer und Produzent der Saxonia Media. In diesen 17 Jahren führte er die Saxonia Media zur größten mitteldeutschen Filmproduktionsfirma. Sie produziert Serienentwicklungen, wie In aller Freundschaft, die heute zu den erfolgreichsten deutschen Serien gezählt wird, oder Formate wie Tatort, Polizeiruf 110 und viele große TV-Filme. Zudem war er als Mentor an der Hochschule für Film und Fernsehen Konrad Wolf in Potsdam-Babelsberg tätig und gab Seminare an der Universität Leipzig. Hans-Werner Honert lebt als freier Autor, Regisseur und Produzent in Berlin und Leipzig und ist Mitglied der Deutschen Filmakademie. Seine Tochter Hedi Honert (* 1989) ist Schauspielerin.

## Filmografie
- 1980: Früher Sommer (Fernsehfilm)
- 1987: Vorspiel (auch Co-Drehbuch)
- 1989: Ein brauchbarer Mann
- 1978/1990: Guten Morgen, du Schöne: Susanne/Gudrun/Angela (Szenische Bearbeitung)
- 1991: Trutz (Fernsehfilm)
- 2000: Am Ende siegt die Liebe (Fernsehfilm)

### Polizeiruf 110
- 1982: Polizeiruf 110: Schranken (Fernsehreihe)
- 1983: Polizeiruf 110: Der Selbstbetrug
- 1985: Polizeiruf 110: Traum des Vergessens
- 1985: Polizeiruf 110: Der zersprungene Spiegel
- 1986: Polizeiruf 110: Bedenkzeit
- 1987: Polizeiruf 110: Zwei Schwestern
- 1993: Polizeiruf 110: In Erinnerung an …
- 1995: Polizeiruf 110: Grawes letzter Fall

### Tatort
Honert war bei zahlreichen Tatort-Produktionen als Regisseur (R), Drehbuchautor (D) und/oder Produzent (P) beteiligt sowie in dem Tatort Licht und Schatten in einer kleinen Nebenrolle (als Dr. med. Robert Muster) zu sehen.
- 1992: Ein Fall für Ehrlicher (R, D)
- 1992: Tod aus der Vergangenheit (R, D)
- 1995: Bomben für Ehrlicher (D, P)
- 1996: Die Reise in den Tod (D, P)
- 1997: Bierkrieg (P)
- 1997: Tödlicher Galopp (P)
- 1997: Der Tod spielt mit (P)
- 1997: Schlüssel zum Mord (P)
- 1997: Eiskalt (P)
- 1998: Blick in den Abgrund (P)
- 1998: Fürstenschüler (P)
- 1998: Tanz auf dem Hochseil (P)
- 1998: Money! Money! (P)
- 1999: Licht und Schatten (Nebenrolle)
- 1999: Dagoberts Enkel (P)
- 1999: Auf dem Kriegspfad (P)
- 1999: Fluch des Bernsteinzimmers (R, D)
- 1999: Tödliches Labyrinth (P)
- 2000: Blüten aus Werder (P)
- 2000: Von Bullen und Bären (P)
- 2000: Quartett in Leipzig (D)
- 2002: Heiße Grüße aus Prag (P)
- 2004: Teufelskreis (R, D)
- 2007: Die Falle (D)

## Schriften
- Maria und der Patriot. Polit-Thriller. Das Neue Berlin, Berlin 2017, ISBN 978-3-360-01321-7.

## Varia
- Hans-Werner Honert ist verheiratet mit Vivian Honert-Boddin[5]
- Honert wohnt für drei Monate pro Jahr auf Gut Felsenhagen in der Ostprignitz (Landkreis Prignitz, Gemeinde Kümmernitztal) – in dem Haus, wo die Schauspielerin Marianne Hoppe aufwuchs und das er als gelernter Maurer wieder bewohnbar gemacht hat.[6]